# Pentaschistis curvifolia
Pentaschistis curvifolia är en gräsart som först beskrevs av Heinrich Adolph Schrader, och fick sitt nu gällande namn av Otto Stapf. Pentaschistis curvifolia ingår i släktet Pentaschistis och familjen gräs. Inga underarter finns listade i Catalogue of Life.